# SV Concordia Plauen
Der SV Concordia Plauen ist ein deutscher Fußballverein aus Plauen. Heimstätte ist der Südsportplatz Plauen, welcher 1.000 Zuschauern Platz bietet.

## Verein
Der Verein wurde am 2. Juli 1905 als FC Concordia Reinsdorf in Winklers Restaurant gegründet. 1907 wurde der Verein in FC Concordia Plauen umbenannt. 1914 erfolgte der Anschluss des FC Sportlust Plauen, daraus erfolgte die Umbenennung in FV Concordia Plauen. 1920 wurde dann daraus der SV Konkordia 05 Plauen e. V.
1945 wurde der Club aufgelöst und als SG Plauen-Süd neu gegründet. Es folgten weitere Umbenennungen in ZSG Zellwolle Plauen sowie BSG Chemie Plauen. 1990 nahm der Verein wieder seinen historischen Namen Concordia an.

### Fußball
In den frühen Jahren sind nur einzelne Spiele an den Meisterschaften des Verbandes Plauener Ballspielvereine bekannt. In den folgenden Meisterschaften des Verbandes Mitteldeutscher Ballspiel-Vereine trat die Konkordia durchaus erfolgreich auf. In der Spielzeit 1911/12, 1913/14, 1915/16 und 1925/26 wurde die Gaumeisterschaft des Bezirks Vogtland gewonnen. Von 1920 bis 1923 gewann die Concordia viermal in Folge die Meisterschaft des Kreises Westsachsen. In den jeweiligen Endrunden zur Mitteldeutschen Meisterschaft konnte der Verein mit der spielstarken Konkurrenz aus Leipzig, Dresden oder Halle nicht mithalten. 1925 werden die Alten Herren Mitteldeutscher Meister.
Mit dem Gewinn der Fußball-Bezirksklasse Plauen-Zwickau stieg die Konkordia 1938 in die Gauliga Sachsen, eine der sechzehn höchsten deutschen Ligen auf. In der Gauliga spielten die Westsachsen keine bedeutende Rolle, bereits 1940 erfolgte mit dem ebenfalls kleineren Guts Muts Dresden der Abstieg. Überregional trat die Concordia noch einmal im Tschammerpokal 1939 auf, nach dem Auftaktsieg gegen den SC Victoria Hamburg unterlagen die Sachsen Tennis Borussia Berlin mit 1:4.
Nach 1945 konnten die Plauener nicht mehr an frühere Erfolge anknüpfen. Hinter Vorwärts Plauen sowie WEMA Aufbau Plauen blieb die Chemie deutlich zurück. Lediglich in der Spielzeit 1980/81 stieg Chemie Plauen in die damals drittklassige Bezirksliga Karl-Marx-Stadt auf, aus welcher der sofortige Wiederabstieg folgte.
Seit 1990 agiert die Concordia ausnahmslos auf regionaler Ebene Westsachsens.

### Weitere Abteilungen
1920 wird eine Handballabteilung bei den Damen (bis 1992) und 1925 bei den Männern, 1929 eine Gesangsabteilung gegründet. 1980 entsteht eine Abteilung für Frauengymnastik und 1986 für Kraftsport. Den größten Erfolg verzeichneten die Handball-Damen mit dem Aufstieg 1976 in die zweitklassige DDR-Liga.

## Erfolge

### Fußball
- Kreismeister Westsachsen: 1919/20, 1920/21, 1921/22, 1922/23
- Gaumeister Vogtland: 1911/12, 1913/14, 1915/16, 1925/26
- Teilnahme Gauliga Sachsen: 1938/39, 1939/40
- Teilnahme Tschammerpokal: 1939
- Teilnahme Bezirksliga Karl-Marx-Stadt: 1980/81
- Kreispokal: Vizepokalsieger 2021

### Handball
- Gaumeister Vogtland: 1930
- Bezirksmeister (Männer): 1950 (Feld und Halle)
- Bezirksmeister (Damen): 1963, 1965 (Feld); 1975, 1976 (Halle)

## Personen
- Horst Scherbaum
- Horst Schmutzler

## Weblink
- Chronik SV Concordia Plauen